# Az 1932. évi téli olimpia magyarországi résztvevőinek listája
Az 1932. évi téli olimpiai játékokon a magyar csapat tagjaként két férfi és két női sportoló vett részt. Az olimpia műsorán szereplő nyolc sportág ill. szakág közül egyben indult magyar versenyző. A magyarországi résztvevők száma az egyes sportágakban ill. szakágakban a következő (zárójelben a magyar indulókkal rendezett versenyszámok száma, kiemelve az egyes oszlopokban előforduló legmagasabb érték, vagy értékek):
| Sportág, szakág | Helyezések száma | Helyezések száma | Helyezések száma | Helyezések száma | Helyezések száma | Helyezések száma | Olimpiai pont | Magyar résztvevő | Magyar résztvevő | Magyar résztvevő |
| Sportág, szakág | 1.               | 2.               | 3.               | 4.               | 5.               | 6.               | Olimpiai pont | Férfi            | Nő               | Össz.            |
| műkorcsolya (1) | 0                | 0                | 1                | 1                | 0                | 0                | 7             | 2                | 2                | 4                |
|                 |                  |                  |                  |                  |                  |                  |               |                  |                  |                  |
| Összesen        | 0                | 0                | 1                | 1                | 0                | 0                | 7             | 2                | 2                | 4                |

## ABC-rendi bontás
A következő táblázat ABC-rendben sorolja fel azokat a magyarországi sportolókat, akik az olimpián részt vettek. Lásd még: sportágankénti ill. szakágankénti bontás.
| Ábécé szerinti tartalomjegyzék                                                                           |
| --- |
| A, Á B C Cs D Dz Dzs E, É F G Gy H I, Í J K L Ly M N Ny O, Ó Ö, Ő P Q R S Sz T Ty U, Ú Ü, Ű V W X Y Z Zs |

| Sportoló | Sportág, szakág | Versenyszám | Helyezés (elért eredmény) |

## O
| Orgonista Olga | műkorcsolya | páros | 4. hely |

## R
| Rotter Emília | műkorcsolya | páros | Bronz |

## Sz
| Szalay Sándor  | műkorcsolya | páros | 4. hely |
| Szollás László | műkorcsolya | páros | Bronz   |

## Sportágankénti ill. szakágankénti bontás
A következő táblázat sportáganként sorolja fel azokat a magyarországi sportolókat, akik az olimpián részt vettek. Lásd még: ABC-rendi bontás.
| Műkorcsolya |

| Versenyszám | Sportoló | Helyezés (elért eredmény) |

## Műkorcsolya
Négy magyarországi versenyző volt egy versenyszámban.
| páros | Orgonista Olga | 4. hely |
| páros | Rotter Emília  | Bronz   |
| páros | Szalay Sándor  | 4. hely |
| páros | Szollás László | Bronz   |